# Jan Hančl
Jan Hančl (27. března 1946 Náchod) je český architekt, autor řady významných staveb a celých urbanistických celků ve stylu brutalismu a postmoderny, jako je například budova Vojenských staveb na Novém městě v Praze, přestavba centra Kladna a sídliště Písnice v Praze a budova Podniku výpočetní techniky v Praze-Vysočanech a desítky dalších.

## Život a tvorba
Jan Hančl se narodil 27. března roku 1946 v Náchodě. Koncem 60. let vystudoval architekturu na ČVUT v Praze a v letech 1968 a 1969 absolvoval dva semestry School of Architecture na Univerzitě v Liverpoolu. Státní zřízení ČSSR to od poloviny 60. let umožňovalo do dubna roku 1969. Po návratu domů a nástupu tzv. normalizace byl kvůli své stáži na Západě označen za „politicky nespolehlivou osobu“ a musel nastoupit na základní vojenskou službu do trestného útvaru. Z vojenské služby byl v roce 1973 zařazen do tunelářsko-mosteckého stavebního podniku Vojenské stavby ZIS, kde začal projektovat administrativní budovu Vojenských staveb. Na oceňované stavbě začal pracovat, když mu bylo 27 let. Zakázku mu zadal architekt Zdeněk Kuna ředitel Strojimportu.[zdroj⁠?!] Od roku 1973 pracuje pro Krajský projektový ústav. V letech 1977 až 1981 projektoval s architektem Aloisem Šelcem urbanisticky ale i v detailu již postmoderní experimentální sídliště Písnice v Praze, které bylo dostavěno v roce 1989. Zadavatelem sídliště byl národní podnik Energoinvest, jehož majetek v roce 1992 privatizoval ČEZ. Velkou kvalitou projektu byli krajinné úpravy a díla na pomezí architektury, výtvarného umění a designu. Složité a atypické zemní práce realizoval hlavní dodavatel Výstavba kamenouhelných dolů (VKD) Kladno. Jan Hančl často spolupracoval s významnými umělci: například se sochařem Jaroslavem Bartošem členem skupiny Radar, sochařem Čestmírem Mudruňkou, sochařem Janem Hendrychem, pedagogem na AVU nebo se sochařem Kurtem Gebauerem, pedagogem na UMPRUM. Například Kurt Gebauer na sídliště Písnice rozmístil řadu soch, mimo jiné i své legendární trpaslíky. Důležitým prvkem sídliště Písnice byla i písmena před jednotlivými bloky, která navrhl architekt Marek Houska. Od roku 1985 je Hančl zaměstnán v Energoprojektu Praha. V roce 1991 vstoupil do soukromé projekční kanceláře Atrea a v rámci této kanceláře navrhl v roce 1993 pro Podnik výpočetní techniky postmoderní administrativní budovu v Kovanecké ulici v Praze-Vysočanech. Budova byla dokončena v roce 1995. V letech 1992–1994 se podle jeho projektu postavila vila Radvan I v Troji ve stylu nového funkcionalismu. Realizace byla zařazena do publikace Slavné pražské vily, která prezentuje 63 výjimečných staveb vilové architektury v Praze. V roce 1996 realizoval Pomník amerických letců na aeroklubovém letišti ve Slaném ve tvaru ocasního křídla americké létající pevnosti B-17, která byla sestřelena nad Slaným koncem druhé světové války. V roce 2006 byla podle jeho návrhu postavena rodinná novofunkcionalistická vila na adrese Vila Jarní čp. 1977 na Babě v Praze. V březnu roku 2020 vyhrál soudní při s firmou Jizera Invest, která měla na fasádě budovy Vojenských staveb nelegálně umístěnou reklamu. Vrchní soudu v Praze vyhověl žalobě architekta domu Janu Hančlovi, že reklamy hyzdí jeho dílo a nařídila majiteli – firmě Jizera Invest reklamní poutače odstranit. Majitel budovy Vojenských staveb Jizera Invest v čele s exekutorem JUDr. Karlem Goláněm od rozhodnutí soudu usiluje o její zboření. S demolici památkově chráněné stavby nesouhlasí Národní památkový ústav. Od roku 2021 usiluje Jan Hančl, Klub za starou Prahu a sdružení Vetřelci a volavky o zachovaní své architektury Budovy Vojenských staveb. Jan Hančl je člen České komory architektů, žije a pracuje na Vinohradech na Praze 2.

## Realizace
- 1973–84 – Budova Vojenských staveb, Praha-Nové město
- 1977–89 – Sídliště Písnice, Praha-Libuš
- 1976–80 – přestavba centra Kladno
- 1993–95 – budova Podniku výpočetní techniky, Praha-Vysočany
- 1992–94 – vila Radvan I., Troja, Praha
- 1996 – Pomník amerických letců, Slaný[11]
- 2006–07 – rodinná vila, Baba, Praha-Dejvice
- 2012 – Památník válečným letcům, Žatec[21]

## Galerie

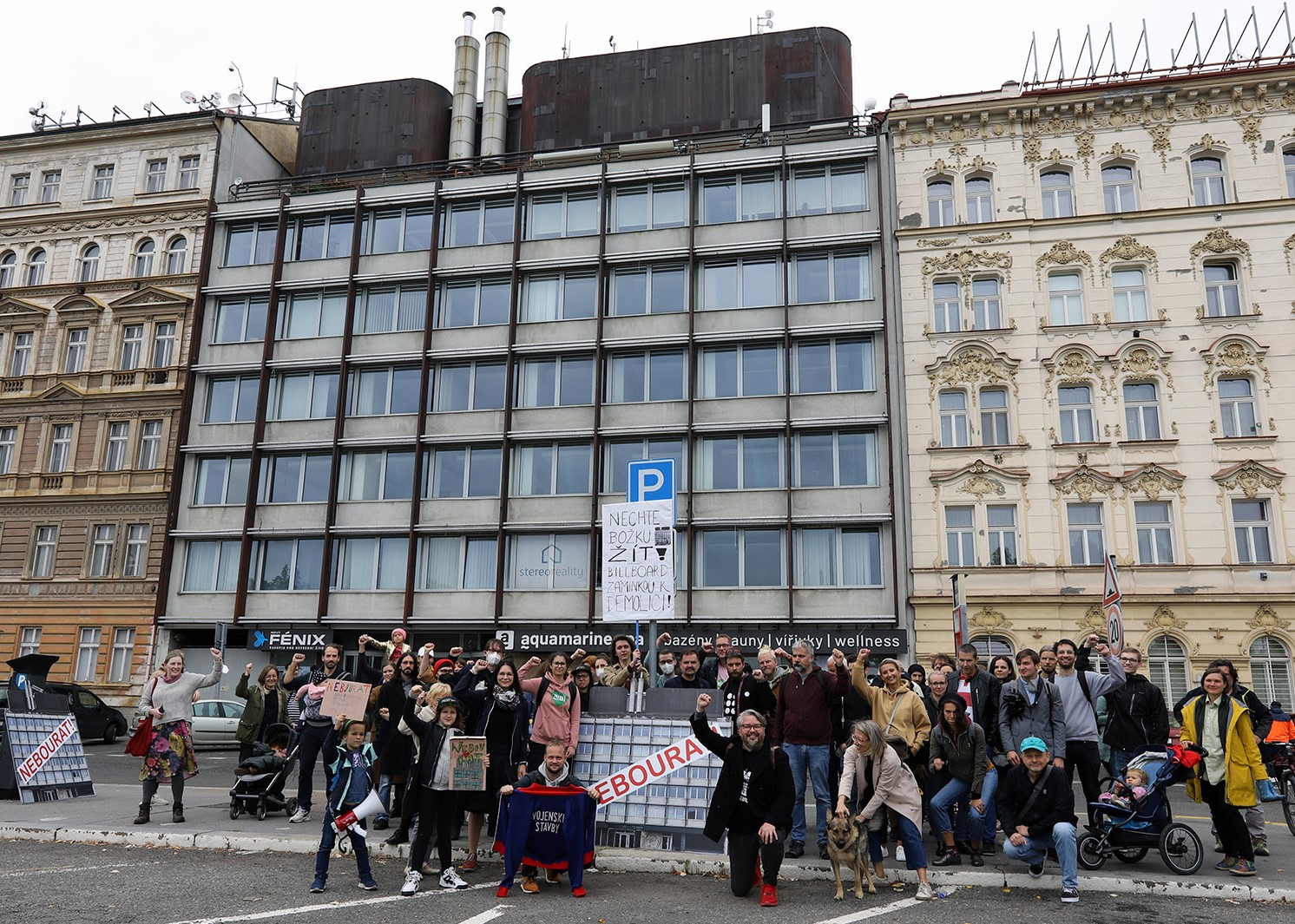
Budova Vojenské stavby s účastníky demonstrace za její zachování (19. září 2021)
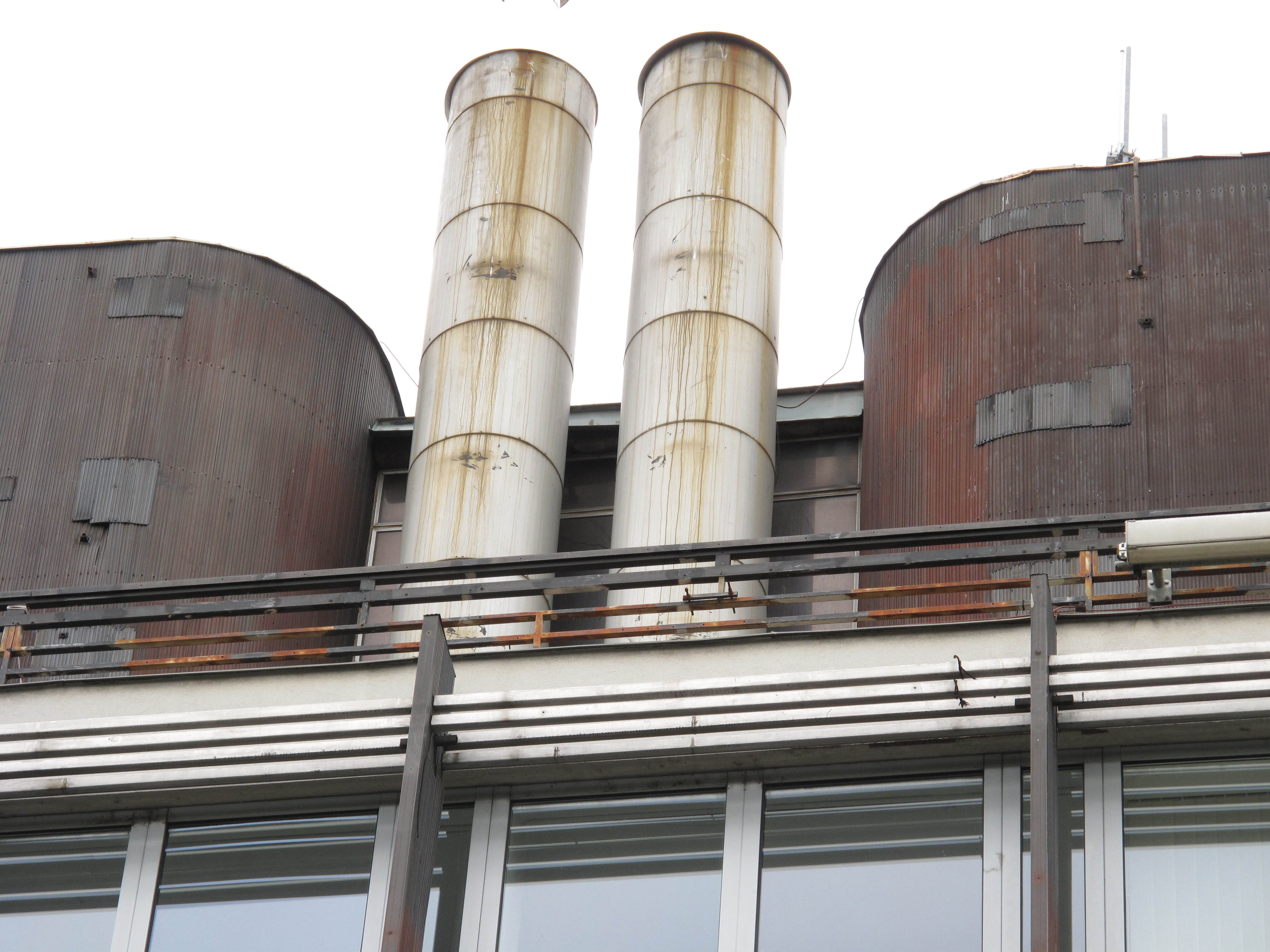
Odkouření vzduchotechniky je excentricky vloženo do fasády, aby působilo vyvážení s Nuselským mostem
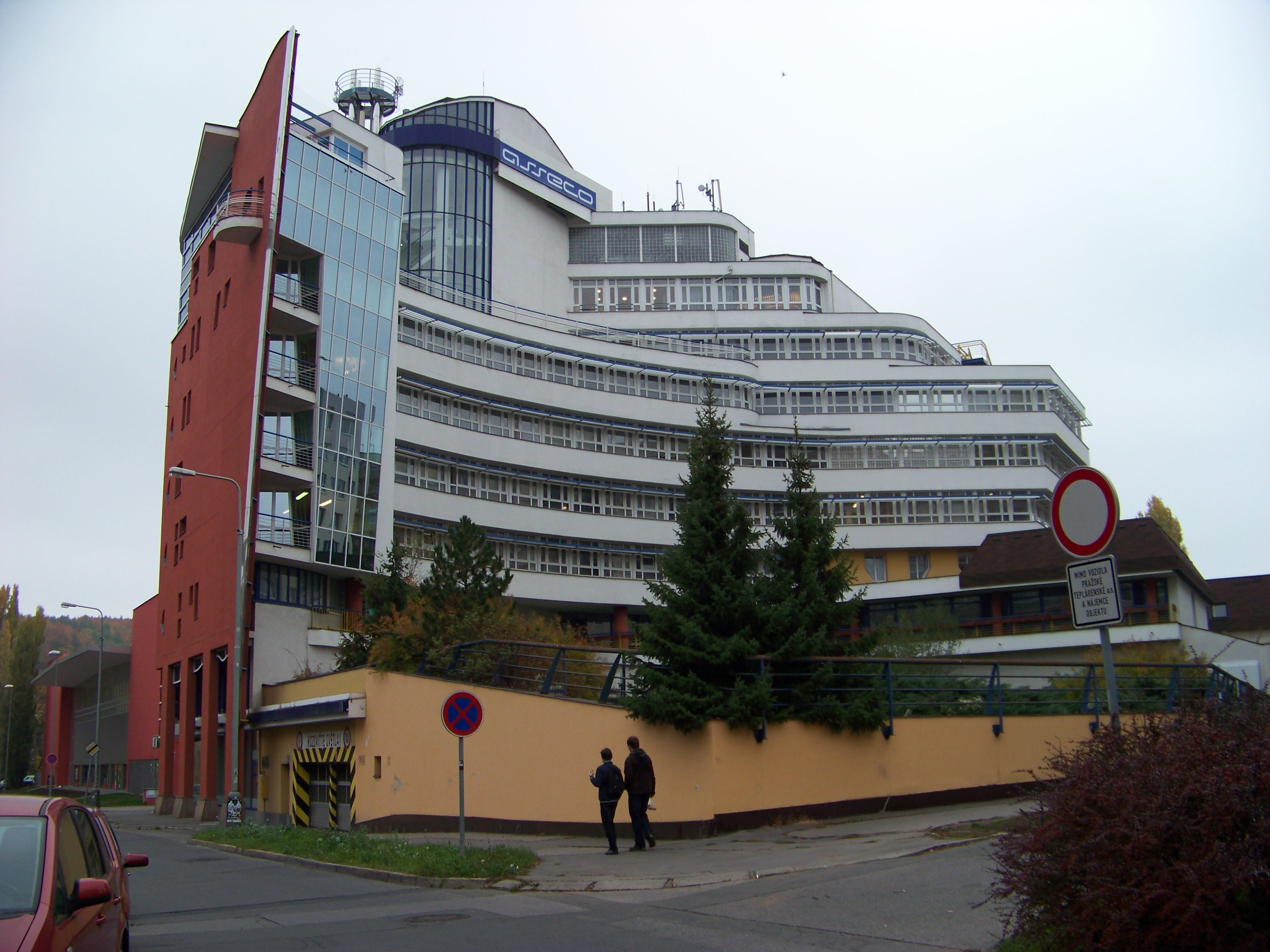
Budova Asseco
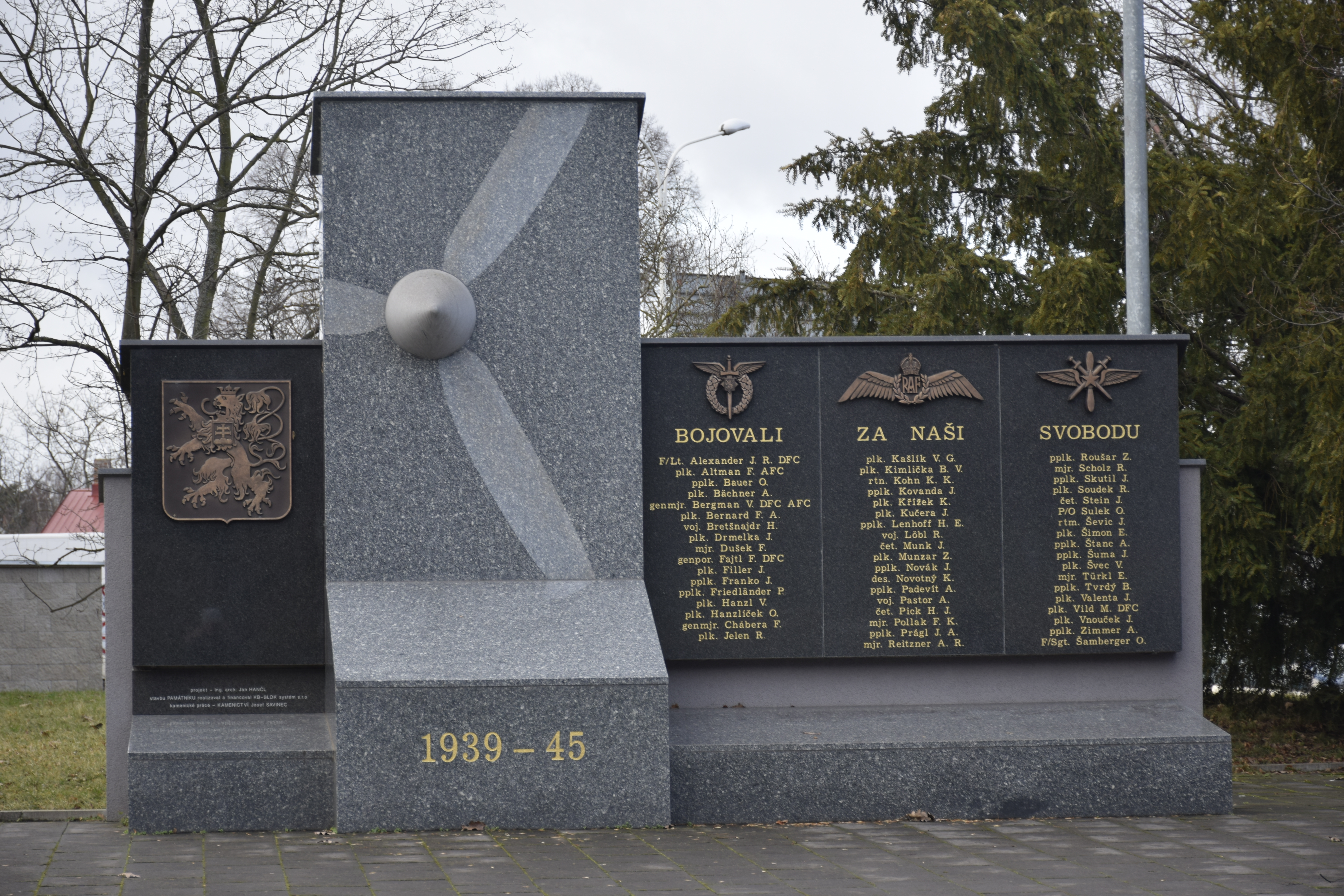
Pomník padlých pilotů II. světové války v Žatci
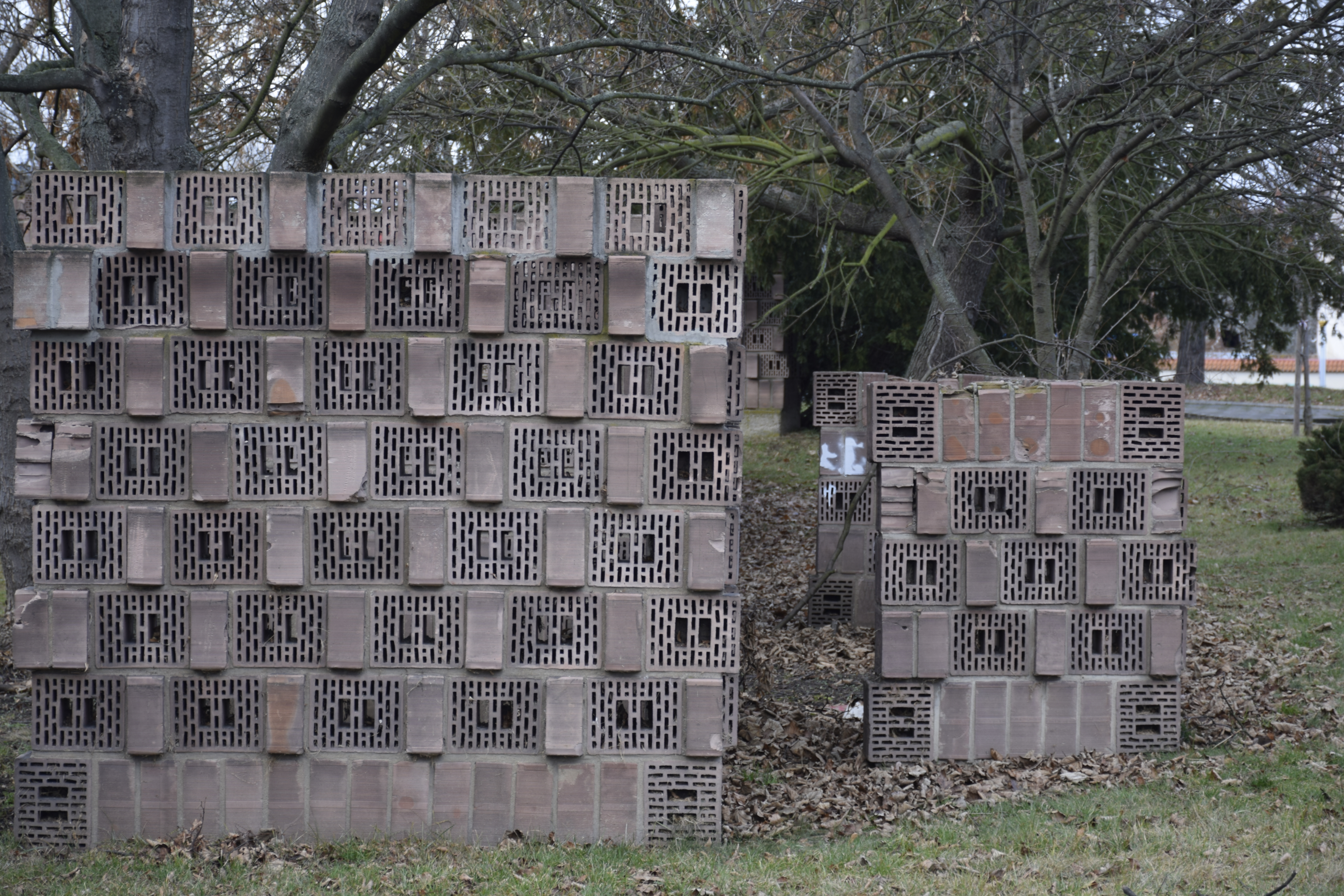
Oddělení pomníku v Žatci od garáží
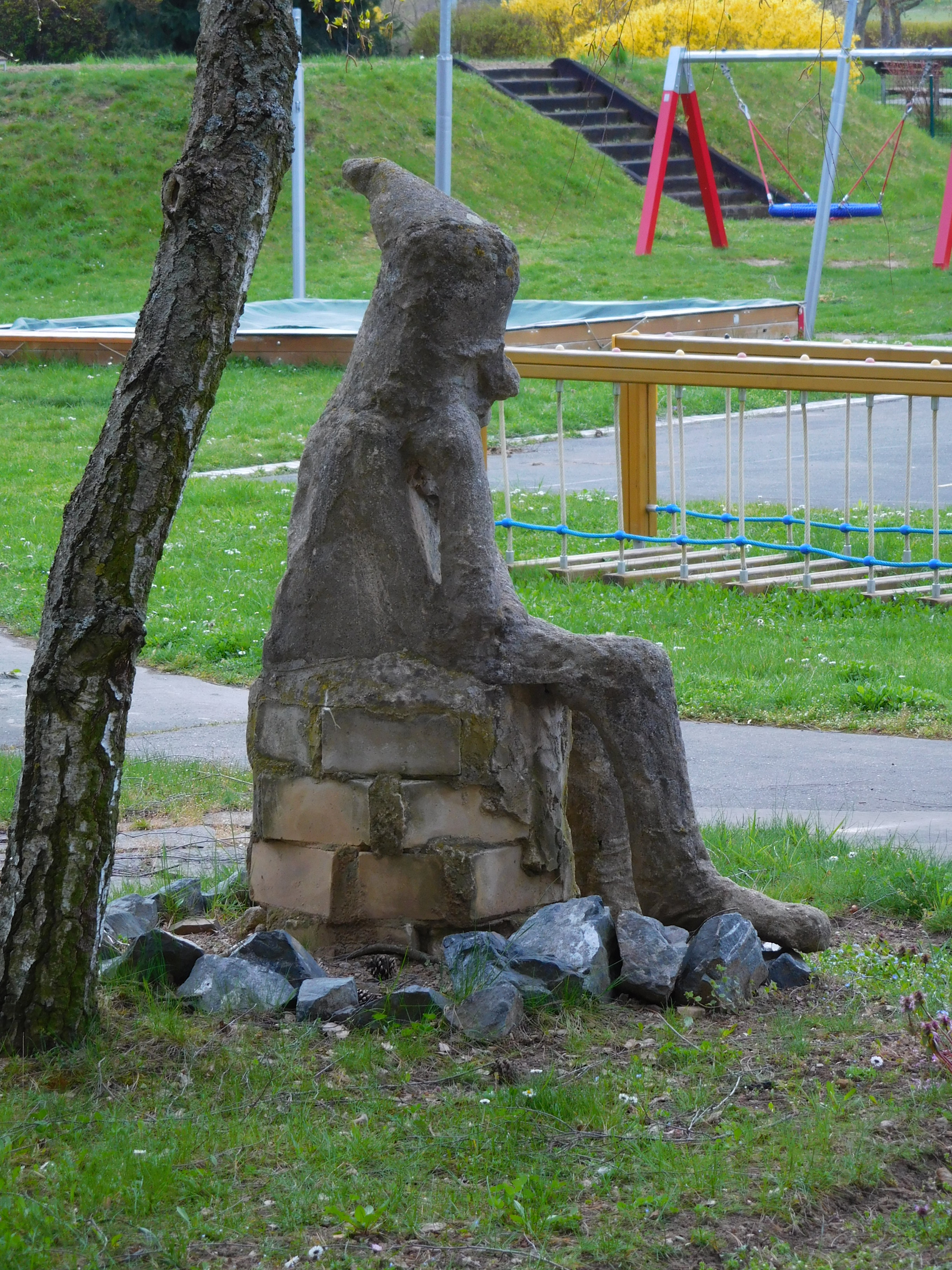
Kurt Gebauer, Jan Hančl, výtvarné řešení sídliště Písnice

## Ocenění díla
Za své architektonické kvality byla budova Vojenských staveb oceněna druhým místem v kategorii Realizace v rámci národního kola Přehlídky architektonických prací za období 1982–1983. Budova Vojenských staveb byla jako mimořádně zdařilá publikována mezi nejlepší realizace v Praze v časopise Architektura ČSR číslo 9 z roku 1984.